# Mistrzostwa Świata w Tenisie Stołowym 2007
49. Mistrzostwa świata w tenisie stołowym odbyły się w dniach 21 - 27 maja 2007 roku w Zagrzebiu. Podobnie, jak w poprzednich latach, zawody zostały zdominowane przez reprezentantów Chin, którzy zdobyli wszystkie złote i srebrne medale, a także cztery brązowe.

## Końcowa klasyfikacja medalowa
| Miejsce | Państwo          | Złoto | Srebro | Brąz | Razem |
| ------- | ---------------- | ----- | ------ | ---- | ----- |
| 1       | Chiny            | 5     | 5      | 4    | 14    |
| 2       | Hongkong         | 0     | 0      | 2    | 2     |
| 2       | Korea Południowa | 0     | 0      | 2    | 2     |
| 4       | Chińskie Tajpej  | 0     | 0      | 1    | 1     |
| 4       | Singapur         | 0     | 0      | 1    | 1     |

## Medaliści
| Konkurencja:            | Złoto:                | Srebro:             | Brąz:                                               |
| gra pojedyncza kobiet   | Guo Yue               | Li Xiaoxia          | Zhang Yining Guo Yan                                |
| gra pojedyncza mężczyzn | Wang Liqin            | Ma Lin              | Ryu Seung-min Wang Hao                              |
| gra podwójna kobiet     | Wang Nan Zhang Yining | Guo Yue Li Xiaoxia  | Kim Kyung-ah Park Mi-young Li Jiawei Wang Yuegu     |
| gra podwójna mężczyzn   | Chen Qi Ma Lin        | Wang Hao Wang Liqin | Ko Lai Chak Li Ching Chang Yen-shu Chiang Peng-lung |
| gra mieszana            | Wang Liqin Guo Yue    | Ma Lin Wang Nan     | Ko Lai Chak Tie Yana Qiu Yike Cao Zhen              |